# Kawahiva
I Kawahiva sono un piccolo gruppo di Indiani incontattati dell’Amazzonia brasiliana. Vivono nel territorio di Rio Pardo, all’interno della municipalità di Colniza (stato di Mato Grosso). 
Sono cacciatori-raccoglitori nomadi. Di loro si sa poco perché non hanno contatti pacifici con l’esterno; le tribù confinanti li chiamano “il popolo dalla testa rossa” o “il popolo basso”. Nel 2011 il FUNAI (il Dipartimento brasiliano agli affari indigeni) ha diffuso alcune rare immagini della tribù effettuate nel corso di un incontro fortuito tra gli Indiani e alcuni funzionari governativi. 
I Kawahiva sono costretti a vivere in fuga perché la loro terra è invasa da taglialegna, minatori e allevatori. Secondo Survival International, il movimento mondiale per i diritti dei popoli indigeni, “sono in grave pericolo. Se la loro terra non sarà rapidamente riconosciuta e protetta dalle autorità brasiliane rischiano di essere sterminati.”

## Problemi
Si pensa che un tempo i Kawahiva conducessero uno stile di vita più stanziale perché nel loro territorio sono state trovate vecchie radure. Probabilmente sono diventati nomadi negli ultimi trent’anni, per sopravvivere alle invasioni di taglialegna, minatori e speculatori, e al disboscamento dilagante. Oggi si fermano per diversi giorni in accampamenti temporanei, ma poi si spostano nuovamente per sfuggire agli intrusi. Cacciano animali selvatici come pecari, scimmie e uccelli; pescano e raccolgono frutti, noci e bacche dalla foresta.
A minacciare la sopravvivenza del gruppo incontattato non sono solo le violenze e gli attacchi, ma anche comuni malattie introdotte dall’esterno – come influenza o morbillo – verso cui i membri della tribù non hanno difese immunitarie.
Nell’ottobre 2015 Survival International e l’attore premio Oscar Mark Rylance hanno lanciato una campagna per salvare gli ultimi Kawahiva. Survival ha chiesto all’opinione pubblica di fare pressione sul Ministro della Giustizia del Brasile per convincerlo a proteggere il territorio della tribù. L’organizzazione denunciava che “il decreto che autorizza la demarcazione di Rio Pardo è sulla scrivania del Ministro della Giustizia dal 2013, ma è in stallo a causa dell’opposizione congiunta di chi vuole continuare a saccheggiare il loro territorio. Nel frattempo, però, le invasioni illegali stanno aumentando drammaticamente. Tra il 2000 e il 2011 sono stati distrutti 4.319 ettari di foresta.”
Nell’aprile 2016, grazie alla campagna internazionale, il Ministro ha firmato il decreto per la demarcazione del territorio dei Kawahiva. Tuttavia, l’area non è ancora stata fisicamente demarcata e resta pertanto estremamente vulnerabile.